# Adelodiscus
Adelodiscus är ett släkte av svampar. Adelodiscus ingår i ordningen disksvampar, klassen Leotiomycetes, divisionen sporsäcksvampar och riket svampar.